# アトランジャー
アトランジャーは青島文化教材社から1975年に発売されたプラモデルのモチーフとなった架空のロボット。

## 商品としての概要
青島文化教材社（以下アオシマ）が発売していた合体ロボットのプラモデルは第一弾がマッハバロンであり、その後もTVの人気キャラクターをモチーフにしていた。しかし版権に左右されない自社オリジナルの商品もラインナップに加えることとなり、1975年発売のアトランジャーを皮切りにゴダイガーなどオリジナルロボットを発売する。アトランジャーはTV媒体によらないロボットであったが人気を集め、シリーズ化されることとなった。デザインは、アオシマの三代目社長・青嶋正夫による。
後に発売された合体タワーマシン（宇宙戦艦〈合体巨艦〉だが縦に立てることによりタワー形態と呼称） タイガーシャークには、搭載可能な小型のアトランジャーが付属した。このアトランジャーはタイガーシャーク用に作られた新規品であり、タイガーシャーク搭載時の体勢を再現するため、うつぶせ状態で顔を前に向けることが可能な唯一の商品。
後年、デザインをリニューアルしたニューアトランジャー、発展型アトランジャーが発売された。

## ロボットとしての概要
古代に存在したとされるアトランティスの遺産であり、超金属オリハルコンで作られている。活躍は西暦2500年であるが、製造されたのははるか古代であり、紀元前5500年ほどという記述も見られる（時代設定は同封の小冊子コミックや、児童誌に掲載された漫画によるもので、ときおり変化している）。手足、胴の断面は丸く、ヒーローロボット的な体型をしている。頭部、脚部に鳥の翼のような意匠を持ち、胸には鳥の姿の装甲版を持つ。盾と剣で武装しており、背中には飛行用のレッドウィングを備え自力で飛行が可能。グランドタイガー、マイティバード、レッドクリッパー、ターゲットキャリアという4つのメカに分離でき、4人のパイロットによって操縦される。

### 武装
ブロークンカッター手持ちの剣。主兵装。
ミラクルディフェンダー手持ちの盾。バリア発生装置も兼ねる。青い十文字のヨーロッパ風シンボルマークを持つ。
ロケットクリッパー（パンチ）拳が飛び出し相手を倒す。いわゆるロケットパンチ。
レッドウィングス背中に装備された翼。

### パイロット
飛鳥 賢グランドタイガーのパイロット及びアトランジャーのメインパイロット。アオシマコミックスでは主人公的な扱い。
亮 一人マイティバードのパイロット。ムードメーカー的な体格の良い少年。
紅 剛一レッドクリッパーのパイロット。
五十嵐 誠ターゲットキャリアのパイロット。

## ニューアトランジャー
1981年12月にミニ合体シリーズとして発売された合体ロボ。手足、胴がすべて角型になり、大きく印象が変わっている。翌1982年4 - 5月ごろ、ゴダイガーを体内に収納できる合体シリーズが発売。4機合体のミニ合体シリーズとは異なり、こちらは3機合体（ランジャーベース、ランジャータンク、ランジャーキャノン）となっている。

## 発展型アトランジャー
ガンプラブーム末期の1982年3月、「アニメスケール」シリーズの一つとして発売されたアトランジャー。より時代に合わせたデザインに変更されている。1/420スケール。手足の断面は丸く、合体機構はない。

## ダイナマイトアクション　マグネ合体マシンアトランジャー
エヴォリューショントイから2013年7月に発売された初代アトランジャーのDXトイ。関節に磁石が内蔵されており、プラモデル同様に4機のメカに分離・合体が可能。通常版と、DVDとブロマイドが同梱されている限定版、2014年3月にはミニ合体版のアトランジャーが発売されている。バリエーションであるアトランジャーエース、エクスチェンジャーも発売された。

## 登場作品
- アオシマコミックス - 作・今道英治。
- 70年代風ロボットアニメ ゲッP-X - アオシマからの友情出演。プレイヤーキャラとしても使用可能で非常に強力な性能を誇る。
- ユージンSRシリーズ懐ロボミュージアム1 - 非アニメ化作品ながらアニメロボと一緒に発売される。2以降にも非アニメ化作品が加わるようになる。
- 終末ロボット戦記 アトランジャープロジェクト-e - トラウママンガマガジン連載、作・渡辺和幸。
- 俺の妹がこんなに可愛いわけがない - アニメ版8話OPに登場。
- 神次元ゲイム ネプテューヌV - ゲーム中盤のイベントをこなすことにより登場。「アトランジャー召喚」としてネプテューヌのスキルとして使用可能になる。

## OVA
『合体ロボット アトランジャー』が2011年12月開催のコミックマーケット81にて発売。販売はジー・モード。後に、ダイナマイトアクション限定版の特典として、同OVAが収録されたDVDが復刻された。

### キャスト
- 飛鳥賢 - 遠近孝一
- 紅剛一 - 松尾大亮
- 博士 - 上別府仁資
- 神宮寺艦長 - 遠藤大智
- 上條拓弥 - 藤田佳宣
- 目黒翔太 - 阿部幸恵
- 目黒勇太 - 鍋井まき子
- 早乙女ユイ - 高垣彩陽
- 中田瞬 - 松尾大亮
- 桐山康平 - 角研一郎
- 本城舞子 - 高垣彩陽

### スタッフ
- 原作 - 青島文化教材社
- 監督 - 吉田徹
- 脚本 - 平野秀朗
- キャラクター原案 - 今道英治 ※公式サイトの「栄治」は誤り
- キャラクターデザイン - 森下博光
- メカニックデザイン - まさひろ山根、吉田徹
- 美術監督 - 杉山祐子
- 色彩設計 - 松山愛子
- 撮影監督 - 棚橋裕次
- 音楽 - 井上日徳
- 音響監督 - 飯田里樹
- 音楽プロデューサー - 黄樹弐悠
- アニメーションプロデューサー - 福家日左夫
- アニメーション制作/製作 - AIC

### 主題歌
「ぼくらのアトランジャー」
作詞 - 桑原永江 / 作曲 - 渡辺宙明 / 編曲 - 井上日徳 / 歌 - 串田アキラ

## 新・合体シリーズ
美少女プラモデルを同梱したロボットプラモデルでロボットのパーツを美少女が纏うという形で2019年に新・合体シリーズの第一弾として発売。第二弾はωが、2020年には第三弾としてムサシが発売されている。さらに連動して電撃ホビーウェブでコミックが連載。